# Britt Baker
 (septembre 2021).
Pour les articles homonymes, voir Baker.
Brittany Baker (née le 23 avril 1991 à Punxsutawney) est une catcheuse (lutteuse professionnelle)  et dentiste américaine. Elle travaille actuellement à la All Elite Wrestling, sous le nom de Dr Britt Baker D.M.D..

## Jeunesse
Elle est née à Punxsutawney en Pennsylvanie le 23 avril 1991. Après le lycée, elle étudie l'odontologie à l'université de Pittsburgh et en sort diplômée en 2018,.

## Carrière de catcheuse

### Circuit indépendant (2015–2019)

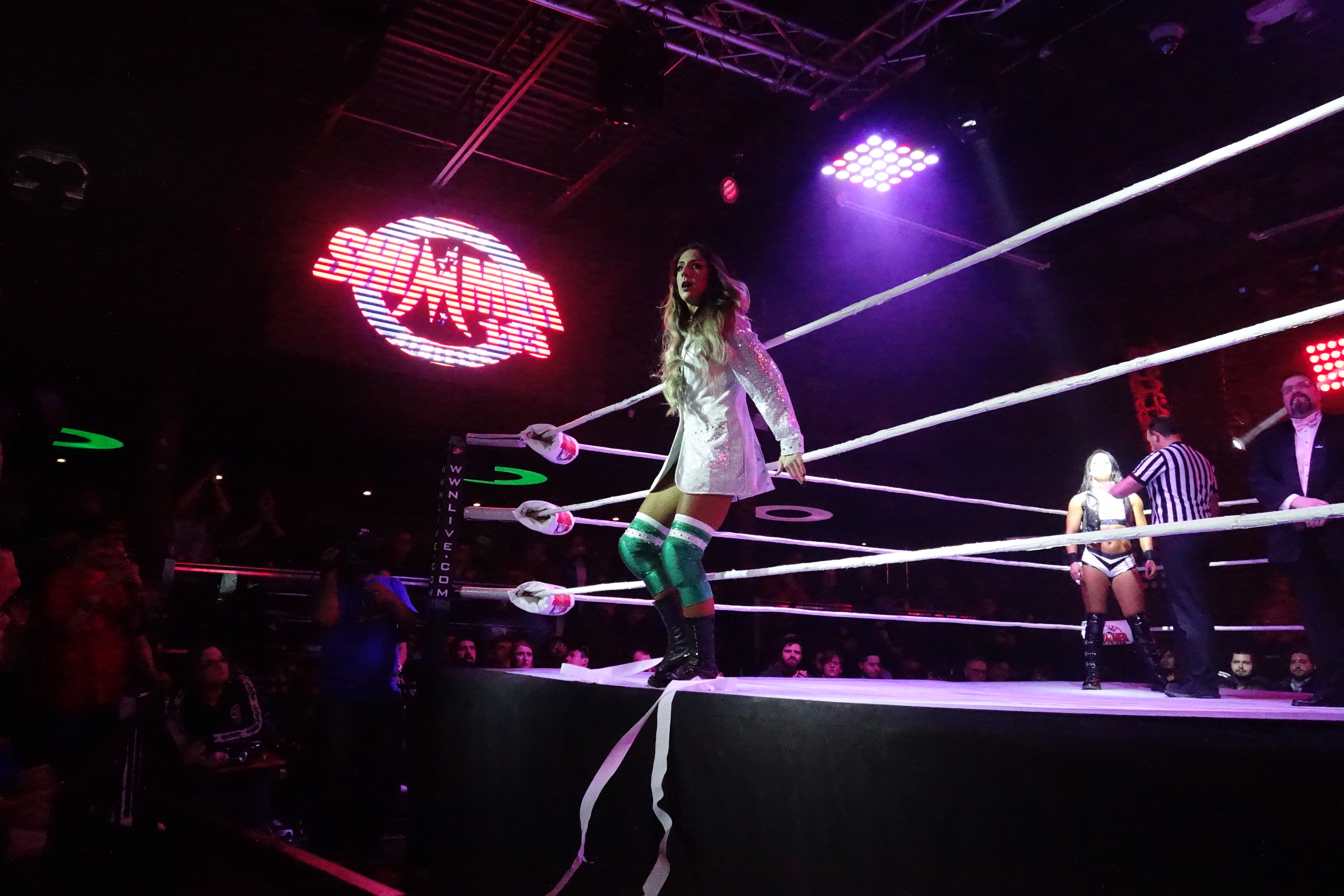
Baker à Shimmer Volume 113 en avril 2019

Elle a commencé son entrainement de catch en juin 2014 à l'école de l'International Wrestling Cartel en Pennsylvanie. En plus de lutter dans cette fédération, elle travaille aussi avec d'autres promotions de la côte nord-est des États-Unis. Elle remporte son premier championnat le 16 avril 2016 où elle devient championne des filles de la Monster Factory Pro Wrestling (en) après sa victoire face à Deonna Purrazzo.

### All Elite Wrestling (2019–...)
Le 2 janvier 2019, elle signe officiellement un contrat avec la All Elite Wrestling, devenant la première catcheuse à rejoindre la nouvelle fédération.
Le 25 mai lors du PPV inaugural de la fédération : Double or Nothing, elle fait ses débuts, en tant que Face, puis bat Nyla Rose, Kylie Rae et Awesome Kong (accompagnée de Brandi Rhodes) dans un Fatal 4-Way match.
Le 13 juillet lors du pré-show à Fight for the Fallen, Riho et elle perdent face à Shoko Nakajima et Bea Priestly. Le 31 août à All Out, elle entre dans le 21-Woman Casino Battle Royal match, élimine Shazza McKenzie, ODB, Brandi Rhodes (aidée par Allie), Mercedes Martinez et Bea Priestly, avant d'être elle-même éliminée par la future gagnante, Nyla Rose, ne lui permettant pas d'affronter Riho pour déterminer la première championne du monde de la AEW.
Le 9 octobre lors du second show Dynamite de la compagnie, Riho et elle battent Bea Priestly et Emi Sakura par soumission. Le 9 novembre lors du pré-show à Full Gear, elle bat Bea Priestly par soumission.
Le 5 février 2020 à Dynamite, elle perd face à Yuka Sakazaki. Après le combat, elle effectue un Heel Turn, car elle frappe son adversaire avec la cloche et lui arrache une dent avec l'aide d'un câble.
Le 20 mai à Dynamite, Nyla Rose et elle battent Hikaru Shida et Kris Statlander. Blessée à la jambe pendant le combat, elle doit s'absenter pendant des semaines.
Le 5 septembre à All Out, elle fait son retour de blessure, mais perd face à Big Swole dans un Tooth and Nail Match.
Le 7 mars 2021 lors du pré-show à Revolution, Maki Itoh et elle battent Riho et Thunder Rosa.
Le 30 mai à Double or Nothing, elle devient la nouvelle championne du monde en battant Hikaru Shida.
Le 5 septembre à All Out, elle conserve son titre en battant Kris Statlander par soumission. Le 22 septembre à Dynamite: Grand Slam, elle conserve son titre en battant Ruby Soho par soumission.
Le 13 novembre à Full Gear, elle conserve son titre en battant Tay Conti.
Le 6 mars 2022 à Revolution, elle conserve son titre en battant Thunder Rosa. Le 16 mars à Dynamite : Saint Patrick's Day Slam, elle ne conserve pas sa ceinture, battue par sa même adversaire dans un Steel Cage match, ce qui met fin à un règne de 290 jours.
Le 29 mai à Double or Nothing, elle remporte la coupe Owen Hart en battant Ruby Soho en finale du tournoi féminin.
Le 4 septembre à All Out, elle ne devient pas championne par intérim, battue par Toni Storm dans un Fatal 4-Way match qui inclut également Jamie Hayter et Hikaru Shida.
Le 19 novembre à Full Gear, elle perd face à Saraya, qui fait son retour sur le ring après cinq ans d'inactivité, à la suite d'une longue blessure à la nuque.
Le 8 février 2023 à Dynamite, Rebel et elle effectuent un Face Turn et assistent à la victoire de sa garde du corps sur The Bunny.
Le 30 juin 2024 à Forbidden Door, après la conservation du titre TBS et la victoire de Mercedes Moné sur Stephanie Vaquer pour le titre féminin Strong de la NJPW, elle fait son retour de blessure et confronte la première.
Le 25 août à All In, elle ne remporte pas le titre TBS, battue par la CEO.

## Palmarès
- All Elite Wrestling
  - 1 fois championne du monde
  - Vainqueure du tournoi Owen Hart féminin (2022)

- DDT Pro-Wrestling
  - 1 fois Ironman Heavymetalweight Champion'

- International Wrestling Cartel
  - 2 fois IWC Women's Champion

- Monster Factory
  - 1 fois MFPW Girls Champion

- Remix Pro Wrestling
  - 1 fois Remix Pro Fury Champion

- Revolution Eastern Wrestling
  - 1 fois REW Pakistan 24/7 Champion

- WrestleCircus
  - 1 fois WC Big Top Tag Team Champion avec Adam Cole

- Zelo Pro Wrestling
  - 1 fois Zelo Pro Women's Champion

## Récompenses des magazines
- Pro Wrestling Illustrated

| Année | 2018 | 2019 | 2020 | 2021 | 2022 | 2023 |
| ----- | ---- | ---- | ---- | ---- | ---- | ---- |
| Rang  | 71   | 33   | 22   | 4    | 13   | 36   |

## Vie privée
Elle a été en couple pendant 5 ans avec le catcheur de l'AEW, Adam Cole. Le 16 septembre 2024, leur relation prend fin.